# Selección femenina de hockey sobre hierba de Escocia
La selección femenina de hockey sobre hierba de Escocia representa a Escocia en las competiciones internacionales de hockey sobre césped femenino, con la excepción de los Juegos Olímpicos, en los que las jugadoras escocesas son elegibles para jugar en la selección femenina de hockey sobre hierba del Reino Unido según lo seleccionado. Escocia participó recientemente en la temporada inaugural de la Liga Mundial de Hockey de la FIH , pero fue eliminada en la ronda 2 , al no clasificarse para la Copa del Mundo de Hockey 2014 en La Haya, Países Bajos. A noviembre de 2015 son decimoséptimos en la FIH.

## Compitiendo como Reino Unido
Escocia no compite en los Juegos Olímpicos, pero los jugadores escoceses son elegibles para jugar con Gran Bretaña como seleccionados. Gran Bretaña, en lugar de las cuatro naciones de origen individuales (incluida Escocia), también compite en ciertas ediciones de la Liga Mundial de Hockey, generalmente cuando el torneo sirve como clasificatorio para los Juegos Olímpicos (más recientemente en 2014-15), y los Champions Trophy de 2016, cuando se celebra durante los años olímpicos (más recientemente en 2016).
En los Juegos Olímpicos de 1992 , las jugadoras escocesas de hockey sobre césped, Susan Fraser , Wendy Fraser y Alison Ramsay ganaron medallas de bronce, como parte del equipo de Gran Bretaña en el torneo femenino. Las jugadoras escocesas Laura Bartlett y Emily Maguire repitieron la hazaña en los Juegos Olímpicos de 2012. También con el equipo de Gran Bretaña, Maguire ganó la plata en el Champions Trophy de 2012 (al igual que Bartlett), y una medalla de oro por ganar las Semifinales de la Liga Mundial de Hockey FIH 2014-15.

## Participaciones

### Copa Mundial de Hockey
| Año   | Resultado         | Pos.         |
| ----- | ----------------- | ------------ |
| 1974  | No clasificó      | No clasificó |
| 1981  | No clasificó      | No clasificó |
| 1983  | 7.º-8.º Play-off  | 8°           |
| 1986  | 9.º-10.º Play-off | 10°          |
| 1990  | 9.º-10.º Play-off | 10°          |
| 1994  | No clasificó      | No clasificó |
| 1998  | No clasificó      | No clasificó |
| 2002  | 11º-12º Play-off  | 12°          |
| 2006  | No clasificó      | No clasificó |
| 2018  | No clasificó      | No clasificó |
| Total | 0 títulos         | 4/14         |

### Liga Mundial de Hockey Femenino
| Año     | Resultado    | Pos.         |
| ------- | ------------ | ------------ |
| 2012-13 | Ronda 2      | 18°          |
| 2014-15 | No clasificó | No clasificó |
| 2016-17 | Semifinales  | 18°          |
| Total   | 0 títulos    | 2/3          |

### Juegos de la Mancomunidad
| Año   | Resultado        | Pos. |
| ----- | ---------------- | ---- |
| 1998  | Ronda preliminar | 6°   |
| 2002  | 5.º-6.º Play-off | 6°   |
| 2006  | 5.º-6.º Play-off | 6°   |
| 2010  | 7.º-8.º Play-off | 7°   |
| 2014  | 5.º-6.º Play-off | 6°   |
| 2018  | 7.º-8.º Play-off | 7°   |
| Total | 0 títulos        | 6/6  |

### Campeonato Europeo
| Año                                  | Resultado        | Pos.         |
| ------------------------------------ | ---------------- | ------------ |
| 1984                                 | 5.º-6.º Play-off | 6°           |
| 1987                                 | 5.º-6.º Play-off | 6°           |
| 1991                                 | 5.º-6.º Play-off | 5°           |
| 1995                                 | 5.º-6.º Play-off | 6°           |
| 1999                                 | 5.º-6.º Play-off | 6°           |
| 2003                                 | 5.º-8.º Play-off | 7°           |
| / 2005                               | 5.º-8.º Play-off | 7°           |
| 2007 European Nations Challenge II - |                  |              |
| 2009                                 | Grupo 5.º-8.º    | 8°           |
| 2011 European Nations Challenge II - |                  |              |
| 2013                                 | Grupo 5.º-8.º    | 6°           |
| 2015                                 | Grupo 5.º-8.º    | 6°           |
| 2017                                 | Grupo 5.º-8.º    | 8°           |
| 2019                                 | No clasificó     | No clasificó |
| Total                                | 0 títulos        | 11/13        |

### Champions Challenge I
| Año                        | Resultado        | Pos.              |
| -------------------------- | ---------------- | ----------------- |
| 2002 a 2009 - No participó |                  |                   |
| 2011                       | 3.º-4.º Play-off | Medalla de bronce |
| 2012                       | 3.º-4.º Play-off | 4°                |
| 2014                       | 7.º-8.º Play-off | 7°                |
| Total                      | 0 títulos        | 3/8               |

### Clasificatorio para la Copa Mundial de Hockey
| Año  | Resultado         | Pos.              |
| ---- | ----------------- | ----------------- |
| 1997 | 3.º-4.º Play-off  | Medalla de bronce |
| 2001 | 5.º-6.º Play-off  | 6°                |
| 2006 | 9.º-10.º Play-off | 10°               |
| 2010 | Ronda preliminar  | Medalla de plata  |

### EuroHockey Nations Challenge
| Año   | Pos.              |
| ----- | ----------------- |
| 2012  | 5°                |
| 2014  | Medalla de bronce |
| 2016  | 6°                |
| 2018  | 7°                |
| 2020  | Medalla de bronce |
| Total | 5/5               |

## Jugadoras

### Equipo actual
Los siguientes 18 jugadores fueron nombrados en el equipo de Escocia para el EuroHockey Championship II en Glasgow del 4 al 10 de agosto de 2019. [7]
Partidos y goles (incluidos los partidos para Gran Bretaña) actualizados al 10 de agosto después del partido contra Italia.
| No. | Pos.           | Jugador              | Fecha de nacimiento (edad)         | Pdos. | Goles | Club                    |
| --- | -------------- | -------------------- | ---------------------------------- | ----- | ----- | ----------------------- |
| 2   | Portero        | Nicola Cochrane      | 8 de diciembre de 1993 (27 años)   | 83    | 0     | Wimbledon               |
| 29  | Portero        | Amy Gibson           | 13 de julio de 1989 (31 años)      | 111   | 0     | Der Club an der Alster  |
| 6   | Defensa        | Rebecca Ward         | 12 de diciembre de 1988 (32 años)  | 166   | –     | Western Wildcats        |
| 8   | Defensa        | Amy Costello         | 14 de enero de 1998 (23 años)      | 78    | 7     | East Grinstead          |
| 14  | Defensa        | Kareena Cuthbert (C) | 27 de enero de 1987 (34 años)      | 163   | –     | Western Wildcats        |
| 26  | Defensa        | Robyn Collins        | 23 de septiembre de 1992 (28 años) | 65    | 5     | Surbiton                |
| 28  | Defensa        | Rebecca Condie       | 3 de mayo de 1990 (30 años)        | 68    | 5     | Gloucester City         |
| 10  | Centrocampista | Sarah Robertson      | 27 de septiembre de 1993 (27 años) | 145   | 9     | Hampstead & Westminster |
| 22  | Centrocampista | Emily Dark           | 8 de agosto de 2000 (20 años)      | 23    | 2     | Dundee Wanderers        |
| 25  | Centrocampista | Kate Holmes          | 25 de noviembre de 1994 (26 años)  | 71    | 5     | Western Wildcats        |
| 31  | Centrocampista | Millie Steiger       | 18 de noviembre de 1998 (22 años)  | 21    | 0     | Clydesdale Western      |
| 1   | Delantero      | Jennifer Eadie       | 8 de agosto de 1995 (25 años)      | 62    | 2     | Clydesdale Western      |
| 3   | Delantero      | Louise Campbell      | 1 de abril de 1994 (27 años)       | 38    | 4     | Edinburgh University    |
| 11  | Delantero      | Fiona Semple         | 5 de noviembre de 1991 (29 años)   | 55    | 11    | Clydesdale Western      |
| 12  | Delantero      | Charlotte Watson     | 23 de abril de 1998 (22 años)      | 76    | 11    | Loughborough Students   |
| 17  | Delantero      | Sarah Jamieson       | 5 de mayo de 1994 (26 años)        | 59    | 8     | Grove Menzieshill       |
| 27  | Delantero      | Fiona Burnet         | 10 de octubre de 1996 (24 años)    | 65    | 6     | Wimbledon               |
| 30  | Delantero      | Lucy Lanigan         | 10 de febrero de 1994 (27 años)    | 37    | 4     | Clydesdale Western      |